# NCT
NCT (en hangul, 엔시티; romanització revisada del coreà, Enssiti) és una boyband multinacional formada per SM Entertainment en 2016. El seu nom prové de Neo Culture Technology, un terme encunyat pel fundador de S. M., Lee Soo-man, va descriure el concepte del grup de tenir un nombre il·limitat de membres dividits en múltiples subunitats. Actualment consta de 23 membres (10 coreans, 6 xinesos, 2 japonesos, 1 taiwanes, 1 hongkonés, 1 estatunidenc, 1 canadenc i 1 tailandès).
La primera subunitat del grup, anomenada NCT U, va debutar a l'abril de 2016 amb el llançament de «The 7th Sense» i «Without You». NCT 127, la unitat basada en Seül, va debutar al juny del mateix any amb el miniàlbum homònim. La tercera subunitat, NCT Dream, va realitzar el seu debut amb la cançó «Chewing Gum» a l'agost de 2016. La quarta i fins al moment última subunitat és WayV, debutada el gener de 2019.